# Bébé veut payer ses dettes
Bébé veut payer ses dettes és una pel·lícula muda francesa escrita i dirigida per Louis Feuillade i estrenada el 18 de juliol de 1912.
Aquesta pel·lícula forma part de la sèrie Bébé.

## Repartiment
- René Dary : Bébé (com Clément Mary)
- Renée Carl : Madame Labèbe, la mama
- René Navarre : M. Soupière, el botiguer
- Paul Manson : el pare
- Alphonsine Mary : Fonfon, la germana petita